# 薄柔纜
薄柔纜（英語：Roland Peter Brown，1926年6月5日—2019年8月17日），出生於河北，美國籍外科醫生，門諾會海外宣道會傳教士，花蓮基督教門諾醫院前院長。為美國門諾會傳教士薄清潔醫生的第五位孩子，兩位哥哥在他出生以前都因瘟疫而夭折，因此成為薄家的獨子。父親薄清潔醫生在中國河南開封等地行醫宣教40年。薄柔纜完成醫學教育後，到台灣行醫宣教、從事公益工作，直到1994年退休返美，理由是自覺年紀老邁而他不願意成為臺灣人負擔。

## 教育
薄柔纜在中國完成小學教育，隨雙親返美就讀初一，隨後回到中國。1940年至韓國平壤就學，不久又返回天津附近的通縣就讀。1941年再度返美接受高中及大學教育。大學期間因第二次世界大戰被徵召入伍，從事社會服務工作兩年，前6個月在水土保護營工作，後18個月服務於精神醫院，擔任男護士檢驗員。
1951年芝加哥大學醫學院畢業之後完成一般外科住院醫師。

## 臺灣醫療宣教服務
1953年門諾會海外宣道會的差派到台灣服務2年，其中1年半的時間在花蓮，1955年在花蓮創設基督教門諾會醫院，提供台灣原住民與貧苦民眾等弱勢團体家庭醫學的基層醫療服務。
當時東部肺結核病猖獗，薄醫師於1956年返美專攻胸腔外科，並於1960年再回到花蓮，接任門諾醫院院長，並為肺結核患者在秀林鄉肺病療養院提供醫療療養服務。1961年起，為營養不良的民眾設置了「牛奶站」，約有一萬一千名學童在上學途中，可領取一杯牛奶。「門諾醫院」在他任內，成立了：「推輪俱樂部」、「洗腎俱樂部」、「開心俱樂部」、「早產兒基金」、「洗腎基金」、「血癌基金」；薄太太則協助「花蓮未婚媽媽之家」未婚媽媽們重建身心；並幫助「黎明啟智中心」的智障兒童。

## 簡樸生活
薄柔纜醫師自奉甚儉，行醫四十年間絕大多數時間，都騎著摩托車，1985年為下鄉訪問出院病人及信徒，才買了國產小汽車。擔任院長期間從來沒有支領醫院的薪水，每月2－3萬元生活費是宣道會的薪水。薄柔纜夫婦回美國探親的機票錢，從教會生活費預支，房子是租的，三個子女美國的教育費由貸款而來。薄柔纜醫師簡樸生活回應上帝呼召，落實為主服務精神。
1994年5月16日退休返美，門諾醫院院長由黃勝雄醫師繼任。回美之後無錢購屋養老，由學生、朋友捐7萬美元，才得以在堪薩斯州購屋。

## 薄柔纜醫師語錄
- 「台灣的許多醫生去『美國很近，來花蓮很遠』。」[4]
- 「醫師看的不只是病，更重要的是人⋯治病固然重要，讓病人覺得受尊重，更是醫師不可疏忽的。」
- 「臨別前，我有一個請求，我為台灣人擺上一生，你肯不肯為自己的兄弟捐獻一點點錢，讓這個慈善醫院能夠繼續幫助貧困的病患呢？」
- 「40年來我們實在很快樂！」

## 文獻來源
- 「美國很近，花蓮很遠」引人深省 門諾醫院創辦人薄柔纜醫師在美辭世 享壽94歲 中央廣播電台 （页面存档备份，存于）
- 基督教門諾會在台傳教歷程（1948－2003）之研究[永久]余璱，國立成功大學歷史研究所碩士論文2004
- 薄柔纜專訪 （页面存档备份，存于）
- 花蓮門諾醫院前院長薄柔纜醫師 （页面存档备份，存于）
- 吳方芳，〈山高水長─薄柔纜父子兩代的中國情〉，1994 （页面存档备份，存于）
- 醫界典範愛台灣的外國人─記薄柔纜醫師 （页面存档备份，存于）
- 醫治的雙手──在台灣40寒暑的醫療救濟與宣教（薄柔纜醫師傳記中譯本），2020.07.24，台東基督教醫院[]